# Jiraaut Wingwon
Jiraaut Wingwon (thailändisch จิรอัชต์ วิงวอน; * 12. Dezember 2000 in Bangkok), auch als Ach bekannt, ist ein thailändischer Fußballspieler.

## Karriere
Der Mittelstürmer spielte bis 2018 in der Mannschaft des Bangkoker Rajdamnern Commercial College und war die folgenden beiden Jahre für die Viertligisten Samut Songkhram FC und Muangnont Bankunmae FC aktiv. 2020 wechselte Jiraaut Wingwon dann weiter zum Samut Prakan City FC in die Thai League. Sein erstes Spiel in der ersten Liga bestritt er am ersten Spieltag der Saison 2020 im Auswärtsspiel gegen Police Tero FC. Am Ende der Saison 2021/22 belegte er mit Samut den vorletzten Tabellenplatz und musste somit in die zweite Liga absteigen. Nach dem Abstieg verließ er den Verein und schloss sich dem Drittligisten Songkhla FC an. Mit dem Verein aus Songkhla spielte er zehnmal in der Southern Region der Liga. Im Dezember 2022 wurde sein Vertrag in Sonkhla aufgelöst. Von Januar 2023 bis Juni 2023 war Wingwon vertrags- und vereinslos. Im Juli 2023 nahm ihn sein ehemaliger Verein Samut Prakan City wieder unter Vertrag. Nach einer Spielzeit, in der er 17 Ligaspiele bestritt, wechselte er im Juli 2024 zum Drittligisten Lopburi City FC. Mit dem Verein aus Lop Buri spielte er zwanzigmal in der Central Region der Liga. Im Sommer 2025 wechselte er zum Zweitligisten Trat FC.